# Gunnor de Normandie
Gunnor ou Gonnor (vers 940 - 1031) est la femme du duc de Normandie Richard Ier. Elle joue un rôle politique important en Normandie, notamment après la mort de son époux en 996, en exerçant une véritable régence sur le duché.
Elle est mère d'un duc (Richard II de Normandie), d'un archevêque (Robert le Danois) et d'une reine (Emma de Normandie).

## Biographie
Connue aussi sous le nom de Gunnor de Crépon ou Gunnora, son origine est mal établie. Elle pourrait être issue d'une famille danoise établie dans le pays de Caux, cependant Crepon, aujourd'hui Crépon, se réfère à un toponyme du Bessin. Dudon de Saint-Quentin rapporte qu'elle appartient à une famille de la noblesse danoise. Son père est Herbastus (Herfast) de Crépon, fils d'un certain Rainulf de Crépon, dont le progéniteur serait Roricon de Crépon (né vers 870), jarl venu du Danemark, fixé dans le duché de Normandie et qui devient ainsi le 1er seigneur de Crépon. Rainulf de Crépon épouse Gunnor de Danemark, fille du roi Gorm de Danemark et de Thyra Danebod son épouse. Gunnor de Normandie a pour frère Herfast de Crépon, père d’Osbern de Crépon, futur sénéchal de Normandie.
À la suite d'une rencontre fortuite contée par Robert de Torigni, Gunnor épouse more danico (à la manière polygame scandinave, et non selon le rite chrétien) le duc de Normandie, Richard Ier. Ce mariage semble avoir été ensuite « régularisé » vis-à-vis de l'Église vers 980-990, bien après la mort de l'épouse officielle, Emma. 
Parmi les épouses des ducs de Normandie, elle est une des rares à avoir joué un rôle important. Selon la thèse (critiquée) d'Eleanor Searle, Gunnor appartiendrait à ces familles scandinaves qui s'installent en Normandie orientale sous Richard Ier. Son mariage marquerait le ralliement des nouveaux venus à l'autorité du duc. Il n'est toutefois pas certain que Gunnor venait de Normandie orientale. Après la mort de son époux, la duchesse semble exercer une véritable régence sur le duché. 
Mère d'un duc (Richard II de Normandie), d'un archevêque (Robert le Danois) et d'une reine (Emma de Normandie), elle favorise l'ascension de ses neveux et nièces. Une d'entre elles épouse le vicomte de Rouen Richard. Une autre est très probablement la mère de Guillaume Ier de Warenne. Un neveu, Osbern, devient sénéchal du duc Robert le Magnifique. 
Dudon de Saint-Quentin, élogieux à l'égard de Gunnor, avoue avoir recueilli beaucoup d'informations de sa bouche pour son De Gestis Normannaie ducum.

## Descendance
Huit enfants naquirent de son union avec le duc Richard Ier, dont :
- Richard, le futur duc Richard II de Normandie ;
- Robert, qui sera comte d'Évreux et archevêque de Rouen ;
- Mauger, comte de Mortain  ;
- Emma, future reine d'Angleterre  ;
- Havoise (ou Hedwige), qui gouvernera la Bretagne  ;
- Mathilde, qui épousera Eudes, comte de Blois  ;
- Béatrice, qui épousera Ebles vicomte de Comborn (auteur de la 2e maison de Turenne).

Les hommes composent avec leurs enfants, un groupe aristocratique puissant à la cour ducale : les Richardides.